# Patrick Steiger
Patrick Steiger ist ein seit 1989 freischaffender Schweizer Künstler und Illustrator aus Altstätten, der die Bilderbuchreihe «Türli & Flidari» illustriert. Seit 2011, als mit «Türli & Flidari im Schollariet» das erste Buch erschien, hat Patrick Steiger die Zeichnungen für sieben Bände beigesteuert.
In seiner Heimatregion schuf er bleibende Werke im öffentlichen Raum, darunter die Haus- und Fassadenbemalung der Altstätter Papeterie Enderli (2002, heute Moflar) oder des Altstätter Primarschulhauses Klaus (2017).
Im Jahr 1991 gewann Patrick Steiger den Plakatwettbewerb des Leysin Rock Festivals.